# Amiridi
Gli Amiridi furono una dinastia di Saqāliba attiva nell'età definita dei Reinos de Taifas (ar. Mulūk al-Tawāʾif), che governò Valencia e Denia, per poi estendere il proprio controllo alle isole Baleari.
Il nome derivò loro dall'essere stati i loro eponimi mawali (liberti) del hajib e reggente del Califfo omayyade di al-Andalus, Hisham II: al-Manṣūr ibn Abī ʿĀmir, più noto come Almanzor.
Tra gli Amiridi figura Mujāhid al-ʿĀmirī, liberto a sua volta dell'amiride ʿAbd al-Rahmān ibn Manṣūr (Almanzor), che ebbe il governo di Denia e delle Baleari.

Noto in Italia come Mugetto o Musetto, egli riuscì nel 406 dell'Egira / 1015-16 a occupare una parte della Sardegna prima di esservi espulso dal comune intervento delle flotte di Genova e di Pisa. 